# ISO 3166-2:AN
ISO 3166-2:AN – kod ISO 3166-2 dla Antyli Holenderskich, obecnie wykreślony ze standardu.
Kody ISO 3166-2 to część standardu ISO 3166 publikowanego przez Międzynarodową Organizację Normalizacyjną. Kody te są przypisywane głównym jednostkom podziału administracyjnego, takim jak np. województwa czy stany, każdego kraju posiadającego kod w standardzie ISO 3166-1.
Antyle Holenderskie miały przyznany kod ISO 3166-2 AN, aż do podziału tego terytorium autonomicznego w 2010 roku, kiedy to zostały przekształcone w 3 odrębne terytoria, które otrzymały nowe kody: Curaçao (kod CW), Sint Maarten (kod SX) oraz Holandia Karaibska (kod BQ).
Obecnie kod został wykreślony ze standardu i pozostaje przejściowo zablokowany do 2060 roku.